# Pico Viejo
Pico Viejo o Montaña Chahorra és un volcà a l'illa de Tenerife (Illes Canàries). Constitueix el segon cim més alt de Tenerife i les Canàries amb una altitud de 3.135 m sobre el nivell de la mar. Aquest edifici forma part del complex volcànic Pico Viejo-Teide que va començar la seva formació fa aproximadament 200.000 anys al centre de l'illa. El seu cràter, d'uns 800 metres de diàmetre, és un dels cràters satèl·lits que es reparteixen prop del Teide. L'any 1798 va entrar en erupció i va constituir els anomenats "Narices del Teide". Aquesta erupció va venir a ser l'última de les succeïdes dintre dels límits del Parc Nacional del Teide i la de més gran durada de les erupcions històriques de Tenerife, llançant material volcànic durant tres mesos.